# Султанат Лахедж
Султанат Лахедж (араб. سلطنة لحج‎ Салтанат Лахдж) или Султанат аль-Абдали (араб. سلطنة العبدلي‎) — арабское государство, существовавшее в 1728—1967 годах на территории нынешней мухафазы Лахдж в Южном Йемене. Во главе султаната стояла династия Абдали.

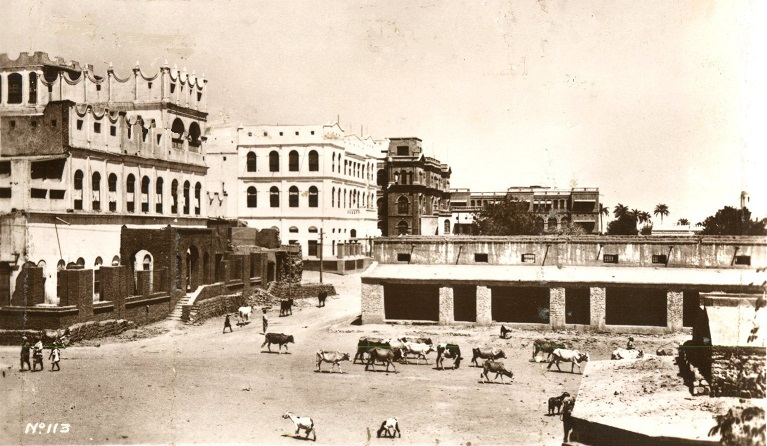
Город Лажедж, столица Султаната Лахедж. Дворец султана на заднем плане. Почтовая карточка издательства около 1935 года, но фото скорее всего сделано несколькими годами.

## История
В 1728 году предводитель аравийского племени Абдали, занимавшего территорию оазиса Лахдж, шейх Фадл I аль-Абдали, объявил о своей независимости от имамов Саны и принял титул султана.
В 1735 году к султанату был присоединён Аден. К концу XVIII века, после раскола зейдитского государства в Северном Йемене, Лахедж установил свою гегемонию над территорией всего Южного Йемена, что привлекло настороженное внимание Великобритании.
В 1839 году англичане захватили Аден, чему формально был придан вид договора купли-продажи, по которому султан за скромное вознаграждение передал Великобритании аденскую гавань и прилегающее селение. Однако менее чем через 20 лет султан Лахеджа Али I (1849—1863) потребовал возврата территории Адена и в 1858 году двинул войска против англичан. Однако после того, как его армия была разбита под Шейх-Усманом, султану пришлось смириться с потерей Адена.
В 1869 году султанат Лахедж вынужден был войти в состав британского Протектората Аден.
В 1873 году в ответ на вторжение турецких войск в Северный Йемен англичане оккупировали Лахедж, султанат фактически лишился независимости.

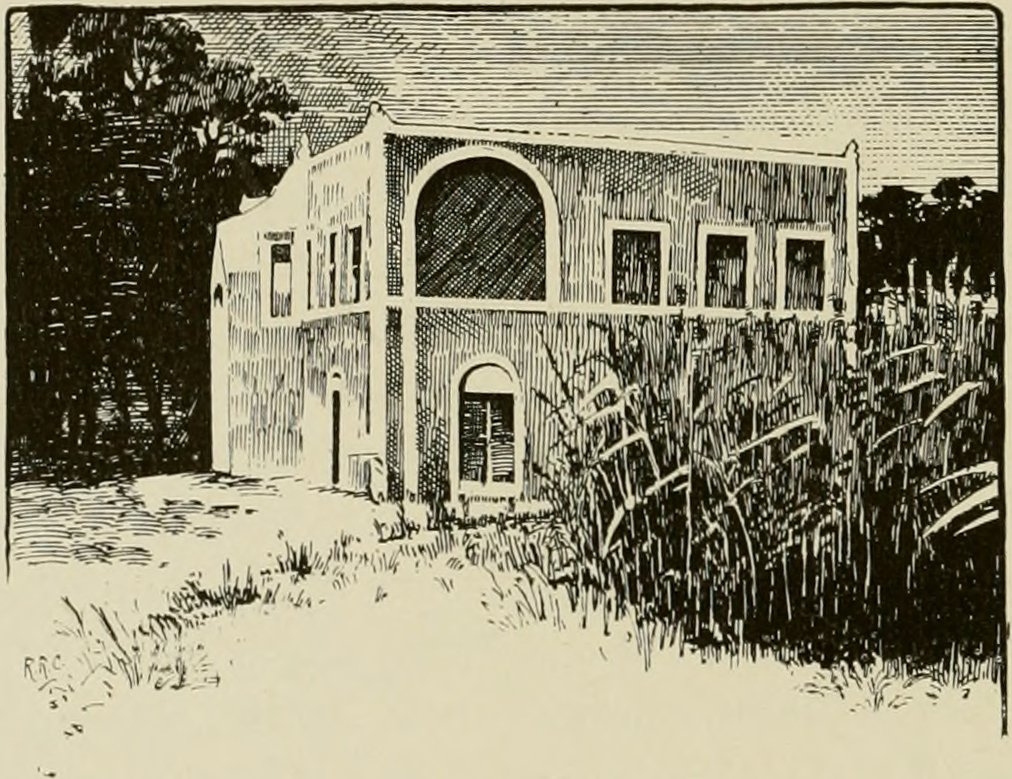
Дом султана для гостей в Лахедже, фотография Henry Ogg Forbes 1898 года.

В июле 1915 года османские войска вытеснили англичан из Лахеджа, при этом был застрелен лахеджский султан Али II. Новым султаном англичане провозгласили в Адене Абд аль-Карима II, который смог вернуться в Лахедж только в 1918 году — после поражения Османской империи в Первой мировой войне. Лахедж вошел в состав Западного протектората Аден.
С 1951 года при султане находился британский резидент, с которым султан обязан был советоваться по всем вопросам своей внутренней политики.

## Султанат Лахедж в составе Федерации Арабских Эмиратов Юга
При создании Федерации Арабских Эмиратов Юга, англичане особые надежды возлагали на султанат Лахедж. Несмотря на то, что численность населения султаната была невелика — всего около 60 тыс. человек, данное княжество имело большое политическое значение, так как султан Лахеджа издавна был лидером всех правителей юга Аравийского полуострова.
В июне 1958 г. султан Лахеджа Али III ибн Абд аль-Карим аль-Абдали был приглашен в Лондон для переговоров по вопросу о создании федерации. После ознакомления с предложенным англичанами проектом создаваемого объединения, султан Лахеджа подверг его резкой критике, заявив, что султанат не войдет в состав федерации. В ответ английское правительство 10 июля 1958 г. приняло решение о низложении султана Али III ибн Абд аль-Карим аль-Абдали, заявив, что действия султана якобы были несовместимы с договором, заключенным между Лахеджем и Лондоном (Лахедж был первым княжеством данного района, подписавшим с Англией договор о дружбе).
Британское правительство также заявило, что султан Али III Абд аль-Керим должным образом не сотрудничал с губернатором Адена и поддерживал политические контакты с иностранными государствами без санкции на то английского правительства. Смещенному султану было запрещено возвращение в Лахедж, а также в любую другую часть аденских протекторатов или в колонию Аден. На самом деле причиной низложения султана был его отказ от вхождения в состав федерации, а отнюдь не связи с иностранными государствами.
В 1958 году в Лахедж были введены британские войска численностью 4 тыс. человек с целью обеспечения вхождения султаната в состав Федерации арабских эмиратов Юга. Большая часть лахеджской регулярной армии и часть населения султаната в знак протеста покинули территорию Лахеджа. Сообщалось, что султан возражал против ввода британских войск в Лахедж без его согласия, как не соответствующего Договору о протекторате. Правительства ОАР, Северного Йемена и других арабских стран заявили о своей поддержке бывшего султана Али III Абд аль-Керима.
В октябре 1959 года Лахедж вошел в состав Федерации арабских эмиратов Юга. В 1962 году на юге Йемена поднялось национально-освободительное движение.

## Свержение монархии (август 1967 г.)
В 1963 году в Адене был учреждён Национальный фронт освобождения оккупированного Южного Йемена. К лету 1967 года повстанцы контролировали уже территорию всего Южного Йемена. 13 августа 1967 года монархия в Лахедже была упразднена. Султан с семьёй бежали. 30 ноября 1967 года Лахедж вошёл в состав образованной Народной Республики Южного Йемена.

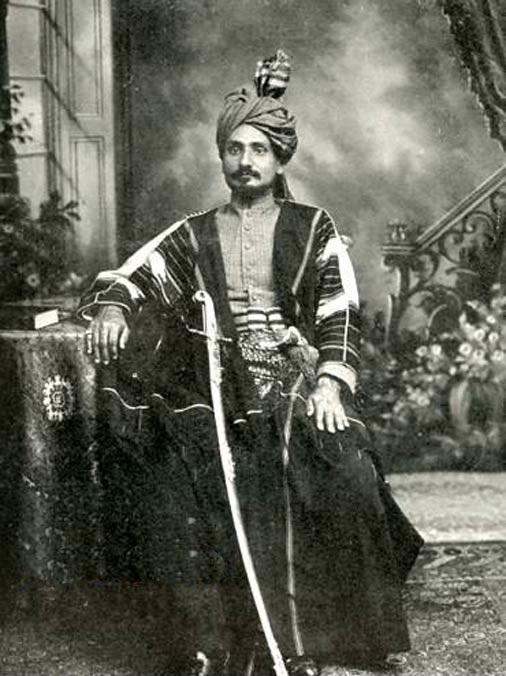
Султан сэр Абд аль-Карим II ибн Фадл аль-Абдали. 1922 год.

## Султаны Лахеджа
- 1728—1742 — Фадл I ибн Али ас-Саллами
- 1742—1753 — Абд аль-Карим I ибн Фадл
- 1753—1777 — Абд аль-Хади ибн Абд аль-Карим
- 1777—1791 — Фадл II ибн Абд аль-Карим
- 1791—1827 — Ахмад I ибн Абд аль-Карим
- 1827 — 11.1839 — Мухсин ибн Фадл
- 11.1839 — 12.1839 — Ахмад II ибн Мухсин
- 12.1839 — 08.1846 — Мухсин ибн Фадл (второй раз)
- 08.1846 — 09.1846 — Сайид Исмаил ибн Хасан аль-Хусайни (узурпатор)
- 09.1846 — 11.1847 — Мухсин ибн Фадл (третий раз)
- 12.1847 — 01.1849 — Ахмад II ибн Мухсин (второй раз)
- 03.1849 — 04.1863 — Али I ибн Мухсин
- 04.1863 — 1863 — Фадл III ибн Али
- 1863 — 07.1874 — Фадл IV ибн Мухсин
- 07.1874 — 04.1898 — Фадл III ибн Али (второй раз)
- 28.04.1898 — 03.1914 — Ахмад III ибн Фадл (с 9.11.1901 — сэр)
- 03.1914 — 04.07.1915 — Али II ибн Ахмад (с 8.10.1914 — сэр)
- 13.07.1915 — 18.06.1947 — Абд аль-Карим II ибн Фадл (с 1.01.1918 — сэр)
- 18.06.1947 — 21.05.1952 — Фадл V ибн Абд аль-Карим
- 04.06.1952 — 10.07.1958 — Али III ибн Абд аль-Карим (с 1.01.1955 — сэр)
- 10.07.1958 — 08.1967 — Фадл VI ибн Абд аль-Карим